# Malaxis brachyrrhynchos
Malaxis brachyrrhynchos är en orkidéart som först beskrevs av Heinrich Gustav Reichenbach, och fick sitt nu gällande namn av Oakes Ames. Malaxis brachyrrhynchos ingår i släktet knottblomstersläktet, och familjen orkidéer. Inga underarter finns listade i Catalogue of Life.